# آکایوا، اوکایاما
آکایوا در استان اوکایاما در کشور ژاپن واقع شده‌است که دارای جمعیت ۴۳٬۷۴۲ نفر و مساحت ۲۰۹٫۴۳ کیلومتر مربع با تراکم جمعیت ۲۰۹ نفر در کیلومترمربع است و در تاریخ ۷ مارس ۲۰۰۵ به عنوان شهر شناخته شد.